# Тугаринов, Иван Артемьевич
Иван Артьемьевич Тугаринов (1742—1825) — купец, бургомистр, городской голова Дмитрова. Почётный гражданин города Дмитрова.

## Биография

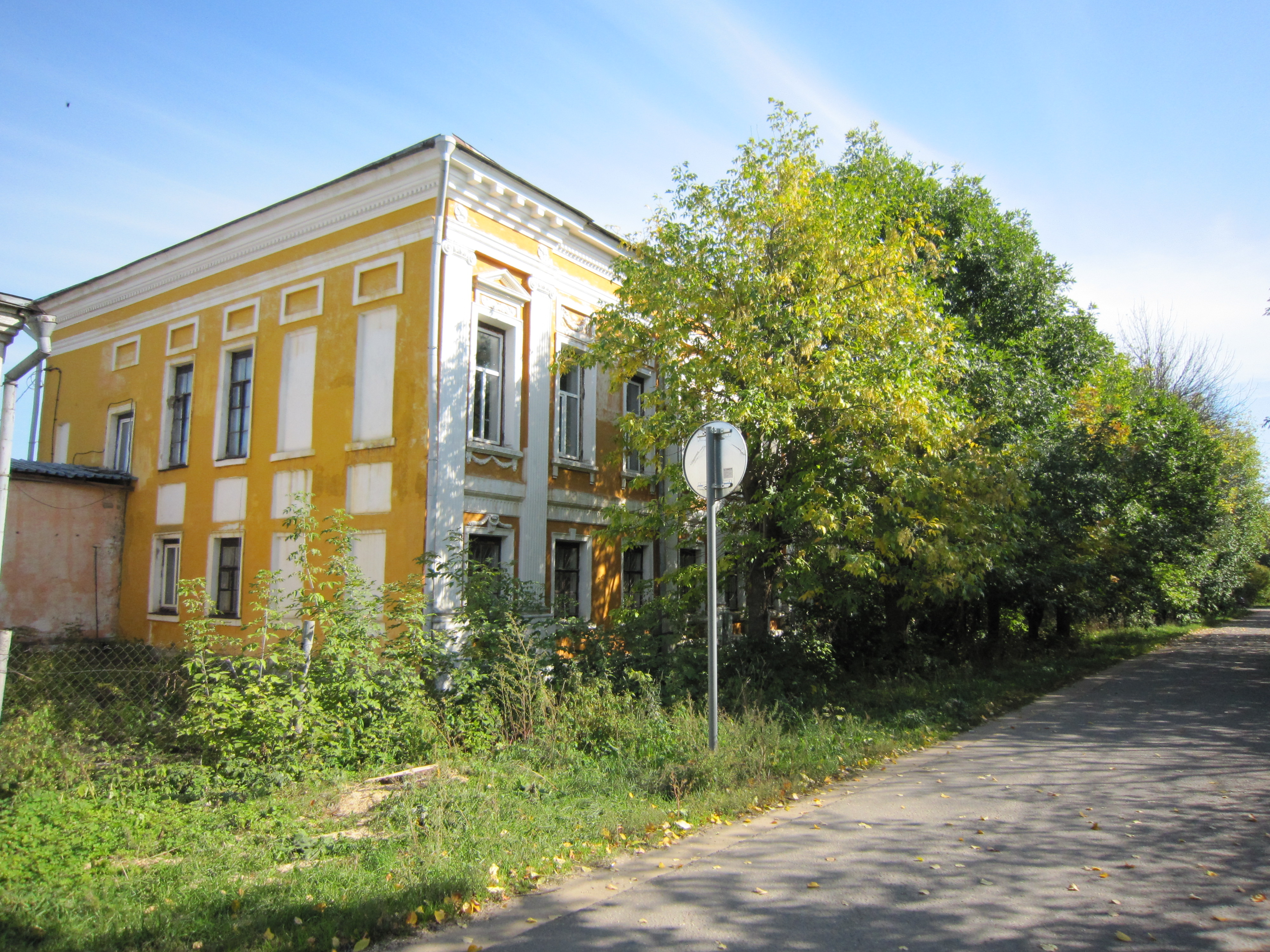
Дом, который купил Иван Тугарин у Ивана Толчёнова

Род купцов Тугариновых известен с XVII века.
У Феофана Тугаринова было двое сыновей: Артемий, родившийся в 1716 году и Василий, 1718 года рождения. О них сохранилась информация как о жителях Ильинской слободы по данным 1773 года. Артемий Феофанович стал известен как основатель суконного заведения в 1773 году на своей дворовой земле. Его супругой стала дочь купца из Дмитрова Прасковья Ивановна.
В семье Артемия Феофановича в 1742 году родился сын Иван Артемьевич, который присоединился к делу отца и расширил его. Он присоединил соседние участки и на их территории построил фабрику. К 1806 году на его фабрике работало 60 работников, было 15 станов. Иван Артемьевич был дважды женат. В браке с первой женой Анной Семёновной, которая умерла в 1770 году, было трое детей: Михаил (1761), Катерина (1763) и Павел (1769). Второй женой Ивана Артемьевича стала Дарья Семёновна, дочь ямщика из Клина. Во втором браке у него родилось двое детей: Иван (1775) и Андрей (1777).
В 1773 году Иван Тугаринов стал владельцем своей первой суконной фабрики.
В 1775 году было введено новое налоговое однопроцентное обложение капитала. Отец Ивана Тугаринова, Артемий Тугаринов объявил для вступления во вторую купеческую гильдию капитал 2000 рублей, хотя мог заплатить намного меньше денег.
Семья Тугариновых жила в двухэтажных строениях из камня. В 1777 году Иван Тугаринов был избран бургомистром. В 1782 году стал городским головой Дмитрова.
Есть основания полагать, что купеческая семья располагала капиталом свыше 50 тысяч рублей, потому что в 1785 году Иван Артемьевич подал объявление о записи его и его близких в «именитые граждане». В 1791 году Иван Тугаринов заменил И. А. Толченова на посту городского головы В 1795 году (по другим данным, в мае 1796 года) Иван Тугаринов купил дом Толчёнова, заплатив за него 15 тысяч рублей.
В 1797 году Иван Тугаринов основывает еще одну суконную фабрику. На фабрике было 25 станов и работало 30 наёмных рабочих. Они изготовляли 700 половинок сукна. В ноябре 1806 года на фабрике Тугаринова было сделано 19 тысяч аршин окрашенного и отделанного солдатского сукна, а в декабре 24 409 аршин. В 1809 году производство было сокращено. На фабрике работало 60 вольных рабочих, было 15 станов. Было изготовлено 15 800 аршин сукна.
В 1807 году Тугаринов арендовал вотчинные мануфактуры кн. И. С. Барятинского, а в 1808 году он арендует мануфактуру кн. П. Хованского в Московской губернии. Эти действия помогли Тугаринову нормально перенести период Отечественной войны 1812 года и представлять конкуренцию крестьянским предприятиям. Иван Артемьевич Тугаринов и его семья единственные, кто числились по состоянию на 1911 год купцами 2-й гильдии, в то время как 1-я гильдия в городе отсутствовала.
Иван Тугаринов умер в 1825 году. Похоронен на территории Борисоглебского мужского монастыря, надгробье сделано из черного мрамора.
После смерти Ивана Артемьевича делами фабрики занялся его сын Павел Иванович Тугаринов.